# Mesures extraordinàries
Mesures extraordinàries (títol original en anglès Extraordinary Measures) és una pel·lícula estatunidenca de drama mèdic del 2010 protagonitzada per Brendan Fraser, Harrison Ford i Keri Russell. Va ser la primera pel·lícula produïda per CBS Films, la divisió cinematogràfica de CBS Corporation, que va estrenar la pel·lícula el 22 de gener de 2010. La pel·lícula tracta sobre pares que formen una empresa de biotecnologia per desenvolupar un fàrmac per salvar la vida dels seus fills, que tenen una malaltia que amenaça la seva vida. La pel·lícula està basada en la història real de John i Aileen Crowley, els fills dels quals tenen la malaltia de Pompe. La pel·lícula es va rodar a St. Paul (Oregon); Portland (Oregon); Tualatin; Wilsonville (Oregon);Manzanita (Oregon); Beaverton (Oregon) i Vancouver (Washington). Ha estat doblada al català.

## Trama
John Crowley i la seva dona Aileen són una parella de Portland amb dos dels seus tres fills que pateixen la malaltia de Pompe, una anomalia genètica que normalment mata la majoria dels nens abans del desè aniversari. John, un executiu de publicitat, es posa en contacte amb Robert Stonehill, un investigador de Nebraska que ha fet investigacions innovadores per a un tractament enzimàtic per a la malaltia rara. John i Aileen recapten diners per ajudar a la investigació de Stonehill i els assajos clínics necessaris. John assumeix la tasca a temps complet per salvar la vida dels seus fills, posant en marxa una empresa de recerca biotecnològica que treballa amb capitalistes de risc i després equips d'investigadors rivals. Aquesta tasca resulta molt descoratjadora per a Stonehill, que ja treballa tot el dia. A mesura que el temps s'esgota, l'esclat d'ira de Stonehill dificulta la fe de l'empresa en ell, i l'ànim de lucre pot alterar les esperances de John. Els investigadors corren contra el temps per salvar els nens que tenen la malaltia.

## Repartiment
- Brendan Fraser com a John Crowley
- Harrison Ford com el Dr. Robert Stonehill
- Keri Russell com Aileen Crowley
- Courtney B. Vance com a Marcus Temple
- Meredith Droeger com a Megan Crowley
- Diego Velázquez com a Patrick Crowley
- Sam M. Hall com a John Crowley, Jr.
- Patrick Bauchau com Eric Loring
- Jared Harris com el Dr. Kent Webber
- Alan Ruck com a Pete Sutphen
- David Clennon com el Dr. Renzler
- Dee Wallace com a Sal
- Ayanna Berkshire com a Wendy Temple
- P J. Byrne com el Dr. preston
- Andrea White com a Dr. Allegria
- G.J. Echternkamp com a Niles
- Vu Pham com a Vinh Tran
- Derek Webster com a Cal Dunning

John Crowley fa un cameo com a capitalista de risc.

## Producció
Adaptat per Robert Nelson Jacobs del llibre de no ficció The Cure: How a Father Raised $100 Millions-and Bucked the Medical Establishment-in a Quest to Save His Children de la periodista del Premi Pulitzer Geeta Anand, la pel·lícula també és un examen de com es realitza i es finança la investigació mèdica.

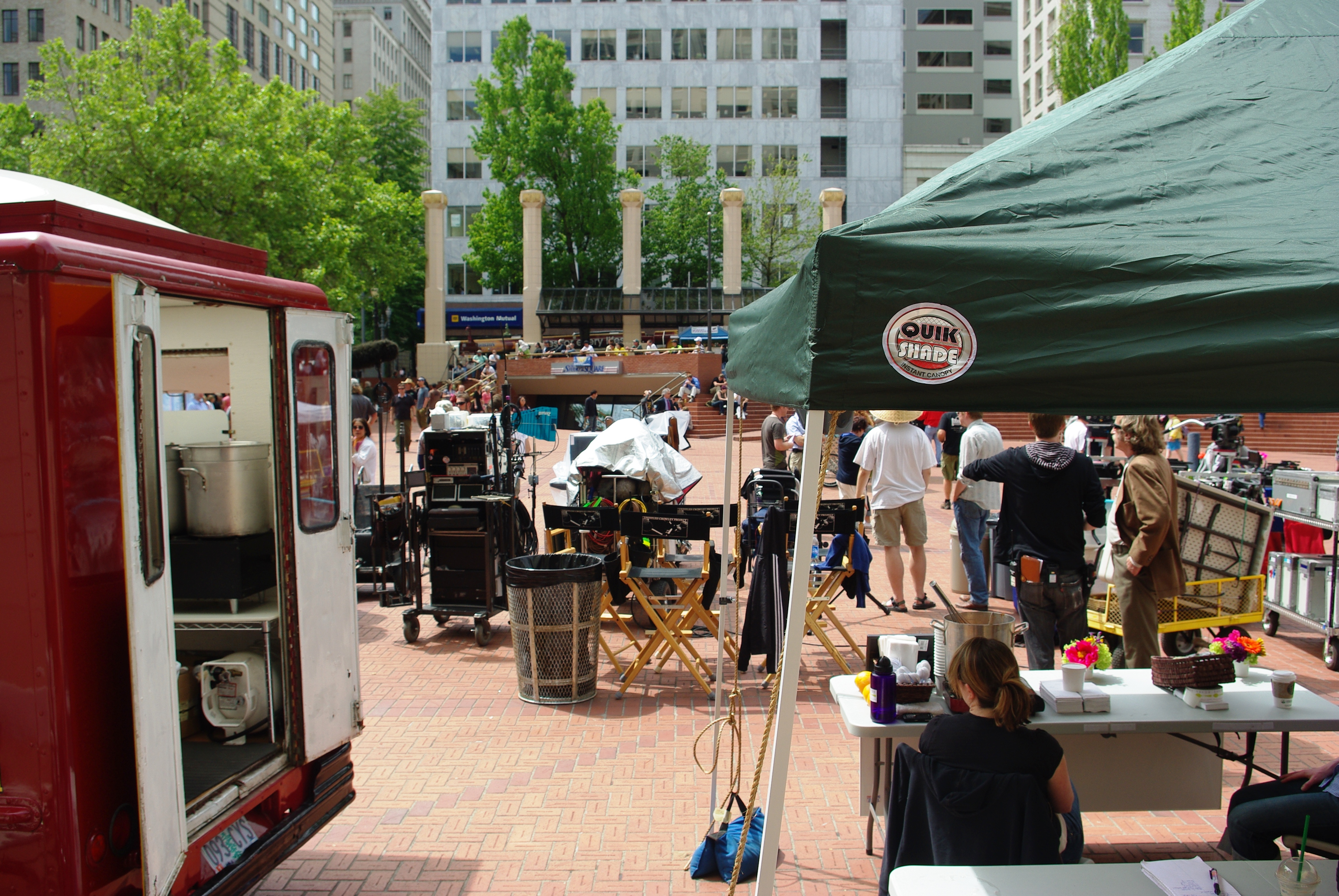
Rodatge en maig de 2009 a Pioneer Courthouse Square de Portland (Oregon)

El rodatge es va dur a terme en diversos llocs a Portland (Oregon) i als seus voltants, principalment a l'OHSU Doernbecher Children's Hospital, Veterans Affairs Medical Center i el Nike campus a Beaverton (Oregon). Aquesta va ser la primera vegada que Nike va permetre rodar al seu campus i van donar el pagament de la ubicació a l'Hospital Infantil de Doernbecher. Durant el rodatge, el títol provisional era The Untitled Crowley Project.
A la pel·lícula, els nens tenen 9 i 7 anys. Els seus homòlegs de no ficció van ser diagnosticats als 15 mesos i 7 dies i van rebre tractament als 5 i 4, respectivament.

## Inspirador
Myozyme, un fàrmac desenvolupat per tractar la malaltia de Pompe, va ser simultàniament aprovat per a la venda per l'Administració d'Aliments i Medicaments dels EUA i l'Agència Europea de Medicaments. A partir d'ara, més de 1.000 nadons que neixen cada any a tot el món amb la malaltia de Pompe ja no s'enfrontaran a la possibilitat de morir abans d'arribar al seu primer aniversari per manca d'un tractament per a la malaltia.
El guió de Robert Nelson Jacobs es basa en el llibre The Cure de Geeta Anand (ISBN 9780060734398). Parts del llibre van aparèixer per primera vegada com una sèrie de articles al Wall Street Journal.
La petita empresa nova Priozyme es basava a Novazyme, amb seu a Oklahoma City. L'empresa més gran, anomenada Zymagen a la pel·lícula, es basava a Genzyme a Cambridge, Massachusetts. Novazyme estava desenvolupant una proteïna terapèutica, amb diverses patents biològiques pendents, per tractar la malaltia de Pompe, quan va ser comprada per Genzyme. La cartera de patents es va citar als comunicats de premsa que anuncien l'acord.
Genzyme afirma que el personatge de l Dr.Robert Stonehill es basa en el científic i investigador William Canfield, fundador de Novazyme. Segons la ressenya de Roger Ebert, el personatge es basa en Yuan-Tsong Chen, un científic i investigador de la Universitat de Duke que va col·laborar amb Genzyme en la producció de Myozyme, el fàrmac que va rebre l'aprovació de la FDA.

## Recepció

### Resposta crítica
El lloc web d'agregació de ressenyes Rotten Tomatoes dona a la pel·lícula una puntuació d'aprovació del 29% basada en les crítiques de 142 crítics i una valoració mitjana de 4,88 sobre 10. El consens general del lloc és: "Malgrat un tema oportú i portar un parell de pesos pesats Mesures extraordinàries mai se sent com una cosa més que un llagrimeig fet per a la televisió." Metacritic, que assigna una mitjana ponderada de 0 a 100 crítiques de crítics de cinema, té una puntuació de 45 basada en 33 ressenyes. El públic enquestat per CinemaScore va donar a la pel·lícula una nota mitjana de "A-" en una escala d'A+ a F.
Richard Corliss de la revista Time va escriure: "Fraser manté la història ancorada a la realitat. Meredith Droeger també ho fa: com a filla afligida dels Crowley, és un petit paquet intel·ligent d'esperit lluitador. També ho és la pel·lícula, que et manté al cap mentre es clava al teu cor. Tens el permís d'aquest crític per plorar en públic." A. O. Scott de The New York Times va dir a la seva ressenya: "El més sorprenent de les Mesures Extraordinàries no és que et commogui. És que sents, al final, que has après alguna cosa sobre com funciona el món."
Ramona Bates MD, escrivint per a l'organització de notícies de salut EmaxHealth, va declarar que la pel·lícula crida l'atenció sobre la malaltia de Pompe. Peter Rainer de The Christian Science Monitor esmenta que la Big Pharma va obtenir una passada sorprenentment gratuïta a la pel·lícula i que serà una sorpresa per a tots aquells malalts que lluiten per desenvolupar fàrmacs orfes.
Jef Akst, escrivint per a la revista The Scientist, afirma que la pel·lícula és una bona representació dels "problemes fiscals difícils d'empassar del desenvolupament de fàrmacs"."

### Taquilla
La pel·lícula es va estrenar al número 8 el cap de setmana d'estrena, amb 6 milions de dòlars. La pel·lícula va romandre als cinemes durant quatre setmanes, guanyant 12 milions de dòlars.